# Alexandre de Hohenlohe-Waldenbourg-Schillingsfürst
Pour les articles homonymes, voir Maison de Hohenlohe et Alexandre de Hohenlohe-Schillingsfürst.
Léopold Alexandre François Emmeric de Hohenlohe-Waldenbourg-Schillingsfürst (en allemand : Lepold Alexander Franz Emmerich zu Hohenlohe-Waldenburg-Schillingsfürst), né le 17 août 1794 à Kupferzell et mort le 14 novembre 1849 à Vöslau, est un prince de la branche catholique des Hohenlohe, ordonné prêtre en 1815 et évêque en 1844.

## Biographie

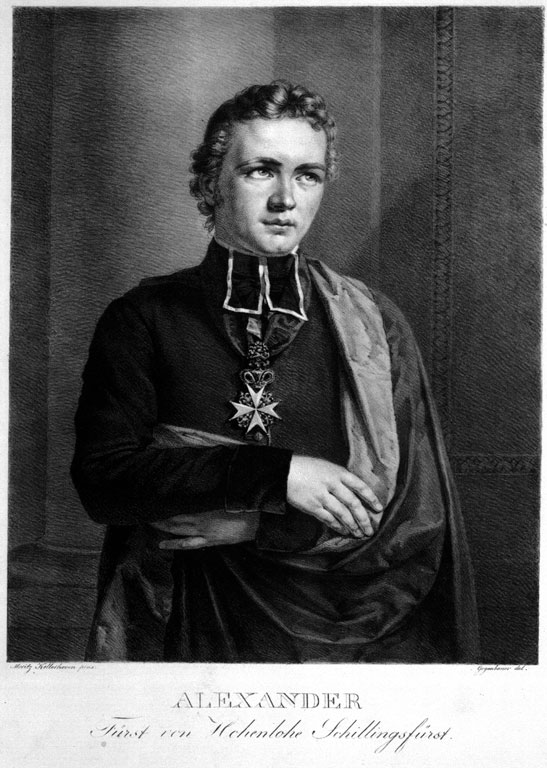
Portrait du prince de Hohenlohe-Waldenbourg-Schillingsfürst

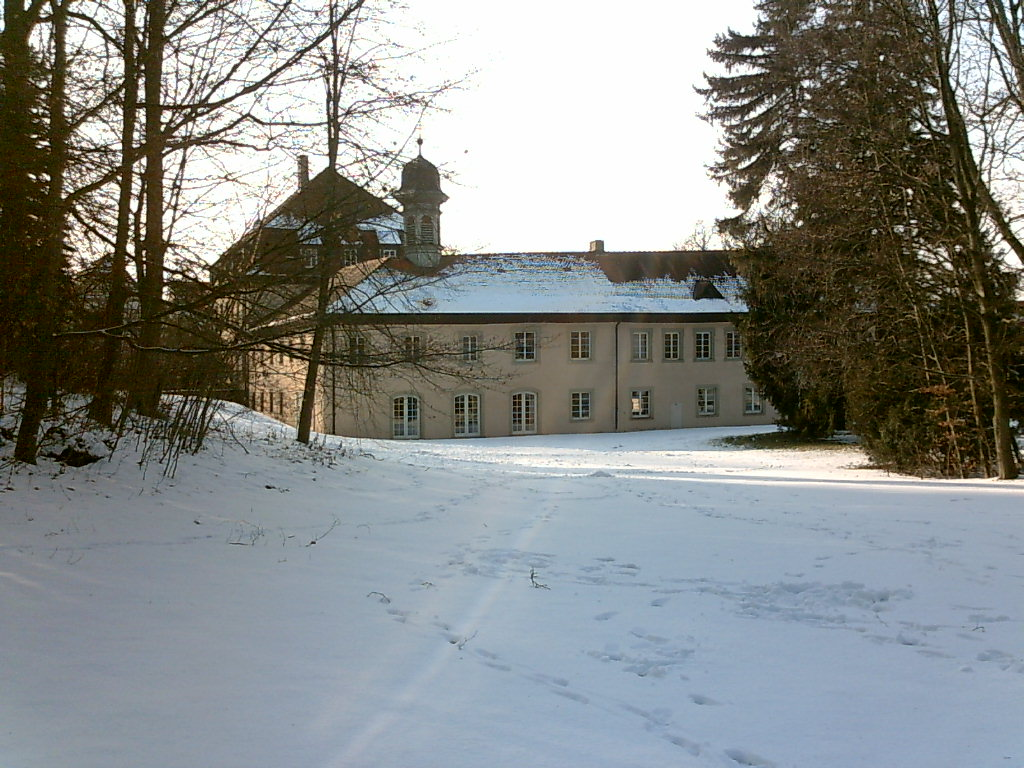
Château de Kupferzell, lieu de naissance du prince

Le prince Alexandre de Hohenlohe-Waldenbourg-Schillingsfürst est le fils du prince Charles-Albert II de Hohenlohe-Waldenbourg-Schillingsfürst (1742-1796) et de la princesse, née baronne Judith Reviczky von Revisnye (1753-1836), de noblesse hongroise.
Il fait ses études au Theresanium de Vienne, à l'académie de Berne en 1808, au séminaire archiépiscopal de Vienne en 1810, au séminaire de Tirnau, puis poursuit ses études de théologie à Ellwangen. Il est ordonné prêtre en 1815, et demeure à Rome.
Il devient chapelain de l'ordre souverain de Malte un an plus tard.
Il est proche des Pères du Sacré-Cœur et est nommé vicaire épiscopal en 1819 et capitulaire de Bamberg en 1821. Alors que ses prêches rencontrent un vif succès, il est accusé par ses détracteurs d'être inféodé aux Jésuites et le bourgmestre de Bamberg, Franz Ludwig von Hornthal (1765-1833), s'oppose à ses prêches.
C'est à cette époque qu'avec l'aide d'un paysan bavarois dénommé Martin Michel, il fait usage d'un don de guérison auprès d'une paralytique, la princesse Mathilde de Schwarzenberg. Qualifié de thaumaturge douteux, il doit faire face à de virulentes critiques dans et en dehors de l'Église. Le pape Pie VII lui interdit de demeurer en Bavière et le prince quitte son pays pour l'Autriche et demeure alors à Vienne.
Tout de suite après, en 1822, il est nommé, par l'entremise de l'empereur François Ier,  chanoine à Grosswardein, alors dans le royaume de Hongrie. Il est nommé en 1844 évêque in partibus de Serdica (de) par Grégoire XVI.
Mgr de Hohenlohe est l'auteur de nombreux ouvrages d'ascèse chrétienne.
Il meurt à Vöslau, près de Vienne, chez son neveu, le comte de Fries (fils de sa sœur Marie-Thérèse et de Moritz von Fries), chez qui il s'était réfugié après avoir dû fuir la révolution hongroise de 1848.